# Polystichum stokesii
Polystichum stokesii är en träjonväxtart som beskrevs av E. Brown. Polystichum stokesii ingår i släktet Polystichum och familjen Dryopteridaceae. Inga underarter finns listade.